# ويليام بوتشر
ويليام بوتشر (بالإنجليزية: William Butcher)‏ هو مستكشف أسترالي، ولد في 24 يوليو 1858، وتوفي في 24 مايو 1944.